# کوین کرسلیک
کوین کرسلیک (به انگلیسی: Kevin Kerslake) کارگردان ویدئوهای خوانندگان و گروهای راک و متال است. کرسلیک تا به‌حال برای گروه‌هایی چون فیث نو مور، آر.ای.ام.، نیروانا، استون تمپل پایلتس، اسمشینگ پامپکینز، پاپا روچ، دیپچ مد، گرین دی و رایز اگنست آثاری را کارگردانی کرده است.
او به تازگی در حال ساخت کلیپ تصویری برای گروه رایز اگنست که نام تک‌آهنگ آن ناجی (آهنگ رایز اگنست) است.

## منبع
- مشارکت‌کنندگان ویکی‌پدیا. «Kevin Kerslake». در دانشنامهٔ ویکی‌پدیای انگلیسی، بازبینی‌شده در ۶ مه ۲۰۰۹.
- کوین کرسلیک در بانک اطلاعات اینترنتی فیلم‌ها (IMDb)